# Западные южнославянские языки
За́падные южнославя́нские языки́ (также юго-западные южнославянские языки) — одна из двух подгрупп южнославянской языковой группы, в которую входят словенский, хорватский, боснийский, сербский и черногорский языки (последние четыре языка активно формируются с 1991 года по этно-территориальному признаку, до 1991 года единым языком хорватов, босняков, сербов и черногорцев считался сербохорватский язык с двумя равноправными нормами — хорватской и сербской). Распространены на части территорий Центральной и Южной Европы — в Словении, Хорватии, Боснии и Герцеговине, Сербии, Черногории. Также носители западных южнославянских языков живут в целом ряде других европейских стран (сопредельных с названными выше: в Италии, Австрии, Венгрии, Румынии, Македонии или не граничащих с ними: в Германии, Франции и других странах). Кроме того, на западных южнославянских языках говорят потомки переселенцев из Европы в Америке (США, Канада) и в Австралии.
Общее число говорящих около 18 млн человек.
Для вокализма западных южнославянских языков характерно противопоставление долгих и кратких гласных, в просодии отмечается политоническое, разноместное ударение, в грамматике в отличие от восточных южнославянских языков сохранились именное склонение и инфинитив, отсутствует артикль, исчезают формы простых прошедших времён.
Письменность современных западных южнославянских языков основана на кириллице и латинском алфавите, у хорватов вплоть до первой половины XX века функционировала глаголица как региональное церковное письмо.

## Литературные языки и диалекты
Западные южнославянские языки образуют единый языковой континуум, плавно переходящий в восточный южнославянский ареал. На данной языковой территории сформировались пояса смешанных и переходных говоров: словенско-кайкавский (словенско-хорватский), сербско-македонский и сербско-болгарский.

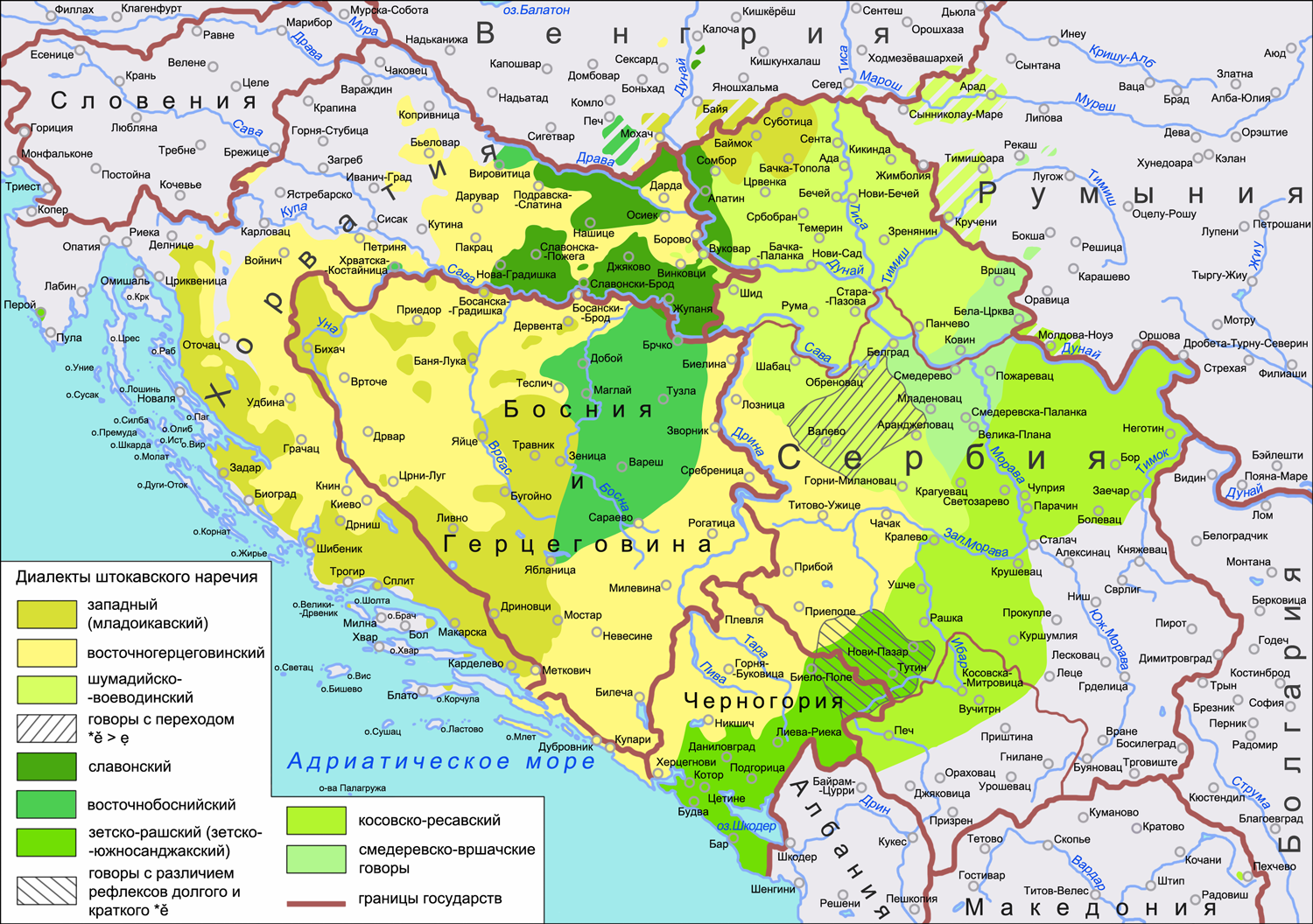
Диалекты штокавского наречия

Современный диалектный ландшафт сербохорватского ареала представлен четырьмя диалектами, или наречиями: штокавским, чакавским, кайкавским и торлакским. Языковые черты сербохорватских наречий различаются настолько, что взаимопонимание носителей отдельных диалектов, не владеющих литературным языком, может быть сильно затруднено. Наиболее распространённым по числу говорящих и охвату области распространения является штокавское наречие. На нём говорят в Черногории, Боснии и Герцеговине и на большей части территорий Сербии и Хорватии.
Говоры штокавского наречия (новоштокавские восточногерцеговинские и шумадийско-воеводинские) лежат в основе современных хорватской, боснийской, сербской и черногорской литературных норм. Также на штокавской основе сформировался малый славянский литературный язык в Италии — молизско-славянский. Кроме того, в настоящее время предпринимаются попытки создания литературного языка на базе буневских говоров штокавского наречия в приграничных районах Сербии и Венгрии.
Торлакское наречие, ареал которого размещён в юго-восточной Сербии, по своей структуре сближается с языками балканского языкового союза, говоры торлакского наречия образуют пояс переходных говоров от штокавского ареала к области распространения болгарского и македонского языков.
На чакавском наречии говорят в приморских районах западной Хорватии, на кайкавском — в северной и центральной Хорватии, преимущественно в районах, смежных со Словенией, в том числе и в окрестностях Загреба. Кайкавское наречие во многом сходно с диалектами словенского языка. На основе говоров чакавского и кайкавского наречий развиваются чакавский и кайкавский региональные литературные языки, ограниченные в основном сферой художественной литературы. Кроме того, региональный язык на базе говоров чакавского наречия сформировался в Австрии у градищанских хорват — градищанско-хорватский, или бургенландско-хорватский язык. В настоящее время чакавское и кайкавское наречие чаще всего рассматриваются как диалектные объединения хорватского языка.

Ареалы словенских диалектов

Словенский языковой ареал составляют семь диалектных групп — каринтийская, приморская, ровтарская, гореньская, доленьская, штирийская и паннонская. В ряде регионов Словении и в соседних с ней странах формируются областные разговорные языки, отчасти вытесняющие некоторые словенские диалекты. Данные языки представляют собой местные наддиалектные образования. Выделяются центральнословенский, южноштирийский, северноштирийский, приморский, ровтарский и каринтийский разговорные языки. На основе словенских диалектов развиваются или развивались в прошлом также несколько малых литературных языков: на базе приморских диалектов в Италии — резьянский и венецианско-словенский языки, на базе паннонских диалектов в Венгрии — прекмурско-словенский.
Среди цыган, живущих в Сербии (главным образом в общине Сремска-Митровица), на основе сербского языка сформировался смешанный цыгано-сербский язык с численностью говорящих по данным на 2006 год в 172 тыс. человек.

## Классификация
Западный южнославянский языковой ареал делится на две подветви — словенскую и сербохорватскую (сербский / хорватский / боснийский / черногорский), в которые включены следующие литературные языки:
- словенский язык;
- сербохорватский (хорватосербский) языковой континуум:
  - хорватский язык;
  - боснийский язык;
  - сербский язык;
    - славяносербский язык;

  - черногорский язык.

## Ареал и численность
Основной ареал западных южнославянских языков — Балканский полуостров и прилегающие к нему территории в Центральной и Южной Европе. Носители западных южнославянских языков составляют большинство населения в таких странах, как Словения, Хорватия, Босния и Герцеговина, Сербия и Черногория. Также носители западных южнославянских языков представляют автохтонное население (как этнические меньшинства) в таких странах, как Италия (словенский, хорватский), Австрия (словенский, хорватский), Венгрия (словенский, хорватский, сербский), Румыния (сербский) и Македония (сербский, боснийский). Значительные диаспоры носителей западных южнославянских языков (в том числе сформированные из рабочих-мигрантов) представлены в Германии, Франции и других странах Западной Европы, а также в странах Америки (США, Канада, Аргентина) и в Австралии.
По данным издания Ethnologue, на западных южнославянских языках говорят около 18 млн человек. Из них на словенском в Словении — 1 910 тыс. человек (2012), всего в мире — 2 085 тыс. человек; на хорватском в Хорватии — 4 200 тыс. человек (2006), всего в мире — 5 609 тыс. человек; на боснийском в Боснии и Герцеговине — 1 120 тыс. человек (2014), всего в мире — 1 334 тыс. человек; на сербском (включая также черногорский) в Сербии и Черногории — 6 620 тыс. человек (2002), всего в мире — 8 639 тыс. человек. Согласно отдельной статистике по черногорскому языку в Черногории, число говорящих на этом языке составляет 229,3 тыс. человек (2011).

## Языковые особенности
Западные южнославянские языки вместе с восточными характеризуются такими общими чертами, как:
1. Развитие сочетаний rat, lat на месте праславянских сочетаний *ort, *olt в начале слова при нисходящей интонации: сербскохорв. равен «ровный», лакат «локоть», словен. raven, lakat; болг. равен, лакът, макед. рамен, лакот.
2. Изменение праславянского носового *ę > e на большей части южнославянского языкового ареала.
3. Переход праславянской гласной *y во всех позициях в i.
4. Наличие флексии -omь у существительных мужского и среднего рода твёрдого склонения (в западнославянских и восточнославянских языках сформировалось окончание -ъmь).
5. Наличие окончания -ę у существительных на -a мягкого склонения в форме родительного падежа единственного числа и именительного и винительного падежей множественного числа (в западнославянских и восточнославянских языках сформировалось окончание ě).
6. Широкое распространение полифункционального союза да.
7. Наличие древних общеюжнославянских слов, например, глагол со значением «ступать»: сербскохорв. газити, словен. gaziti; болг. газя, макед. гази.

Для западных южнославянских языков характерен ряд специфических черт, противопоставленный чертам восточных южнославянских языков:
1. Оппозиция долгих и кратких гласных. В сербохорватском отмечается пять пар долгих и кратких гласных: /ā/, /ē/, /ī/, /ō/, /ū/ — /a/, /e/, /i/, /o/, /u/[22]. В словенском литературном языке представлены варианты семи из восьми фонем словенской фонетической системы ([iː], [eː], [ɛː], [аː], [ɔː], [oː], [uː]), которые могут быть долгими в ударной позиции[23][24]. В торлакском наречии, как и в восточных южнославянских языках, оппозиция долгих и кратких гласных утрачена.
2. Наличие в сербскохорватском языке гласной полного образования а на месте редуцированных: сȁн «сон», дȃн «день»; в словенском редуцированные перешли в a (в долгих слогах) и e [ə] (в кратких слогах): mȃh «мох», dȃn «день», pes [pəs] «пёс». В болгарском языке на месте редуцированных представлены гласные ъ, е: сън «сон», мъх «мох», ден «день», пес «пёс»; в македонском языке — гласные о, е: сон «сон», ден «день»[25].
3. Сохранение l эпентетического после губных согласных p, b, m, v на стыке морфем на месте праславянских сочетаний губного с j: сербохорв. земља, словен. zemlja. В болгарском и македонском l отсутствует: болг. земя «земля», макед. земја. Данное явление сближает западные южнославянские языки с восточнославянскими и противопоставляет их восточным южнославянским и западнославянским языкам.
4. Последовательное отвердение полумягких согласных.
5. Сохранение праславянского политонического ударения. Тонические характеристики и распределение ударения в словоформах при этом варьируют по диалектам. В восточном южнославянском ареале тональность не сохранилась. В болгарском языке, как и в торлакском наречии, сформировалось разноместное ударение, в македонском — фиксированное на третьем слоге от конца слова.
6. Устойчивое сохранение именного склонения, исключая часть говоров сербохорватского ареала (аналитическая именная система сложилась в говорах торлакского наречия). В восточных южнославянских языках падежные флексии утрачены.
7. Сохранение инфинитива. В восточных южнославянских языках инфинитив заменяется сочетанием союза да с глаголом в форме настоящего времени. Такая же тенденция замены инфинитива характерна для сербохорватского ареала.
8. Сохранение форм степеней сравнения. В болгарском и македонском языках на их месте выступают приставочные образования.
9. Отсутствие артикля. Постпозитивные артикли широко употребляются в торлакском наречии и в восточных южнославянских языках.
10. Утрата форм простых прошедших времён. В восточных южнославянских языках сохраняется сложная система форм прошедшего времени.

Между словенским и сербохорватским языковыми ареалами отмечается ряд различий, связанных как с сохранением архаизмов, так и с развитием инноваций в языках соответствующих ареалов. Так, архаичные черты, сохранившиеся в словенском языке (двойственное число в имени и глаголе, некоторое различие в формах кратких и полных прилагательных, супин), утрачены в сербохорватском. Инновации, развившиеся в словенском (сильная редукция гласных, частичная утрата среднего рода по диалектам, исчезновение простых прошедших времён, упрощение или утрата тонического ударения по диалектам), неизвестны в сербохорватском ареале. Кроме того, в словенском и сербохорватском языках отмечаются различия в развитии праславянских рефлексов, так, например, на месте носового *ǫ в сербскохорватском представлена гласная у (рука «рука»), а в словенском — o (roka); в группах *tъlt, *tьlt в сербскохорватском произошла вокализация l (дуг «долг», вук «волк»), а в словенском редуцированный развился в гласную полного образования — (dolg, volk). Для торлакского наречия характерны значительные отличия от остального западного южнославянского ареала, во многом эти отличия связаны с влиянием на торлакские говоры языков балканского языкового союза, в первую очередь, македонского и болгарского.